# アルファ・アカデミー
アルファ・アカデミー (Alpha Academy) は、アメリカ合衆国のプロレス団体WWEに登場する、チャド・ゲイブルとオーティスによるタッグチームである。

## 来歴

### 始まり
オーティスのタッグパートナー、タッカーがWWEから解雇されたことによりヘビー・マシナリーが解散後、2020年12月10日に二人は、チームを組んだ。アルファ・アカデミーは、スマックダウンで中邑真輔とセザーロとのチーム戦でデビューした。この試合は、結果敗北した。

### ロウ・タッグチーム王座
アルファ・アカデミーは、1月10日にWWE・ロウ・タッグチーム王座RK-Broと対戦して勝利した。勝利したことによりWWE・ロウ・タッグチーム王座を獲得した。3月8日アルファ・アカデミーは、RK-Bro、セス・ロリンズとケビン・オーウェンズと対戦したが敗北した。

## 入場曲
- For The Academy (現在使用中)